# Antonio de Pereda

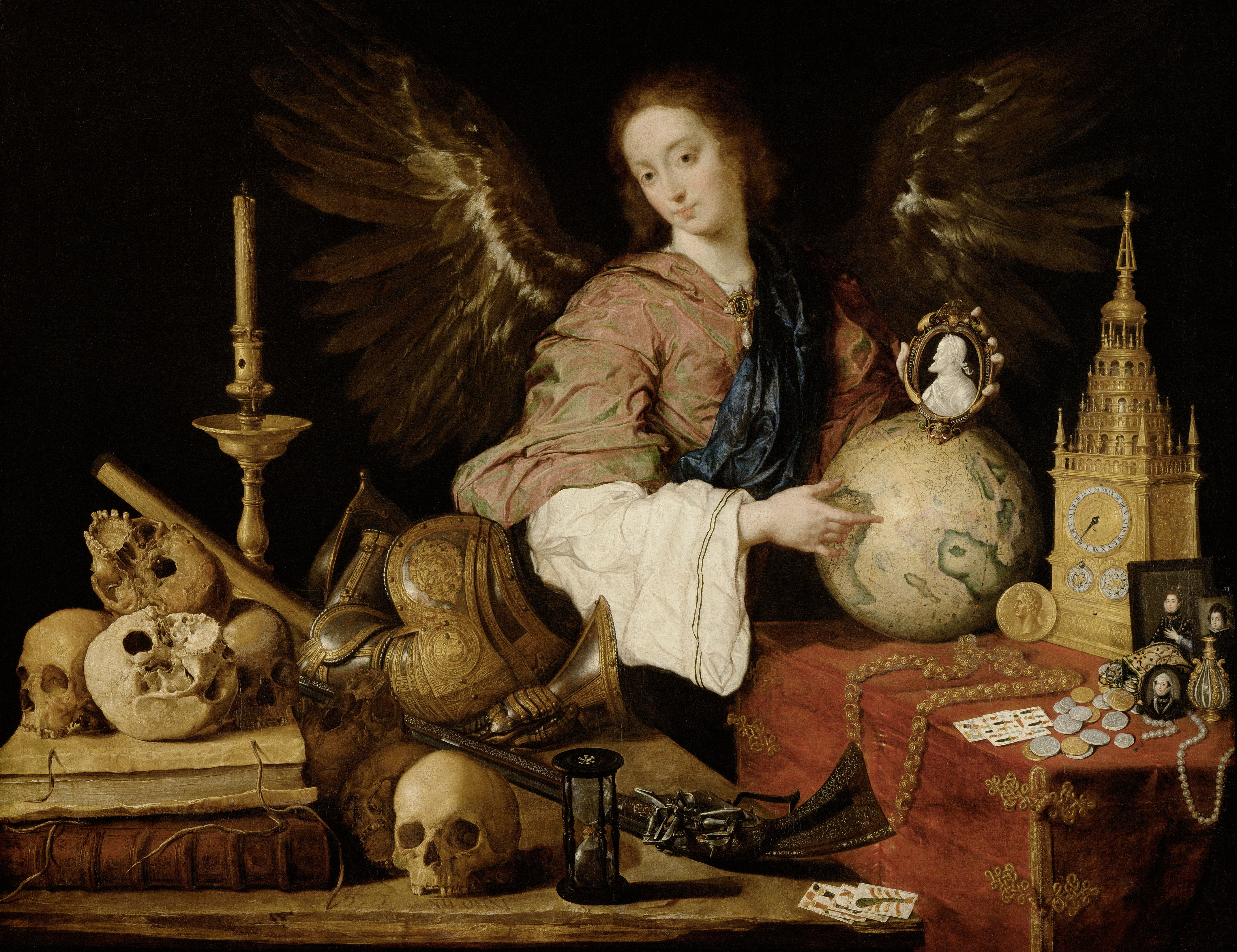
Alegoría de la vanidad, óleo sobre lienzo, 140 x 174 cm. Viena, Kunsthistorisches Museum. La inscripción junto a los cráneos, «nil omne», proclama que todo es nada.

Antonio de Pereda y Salgado (Valladolid, 1611-Madrid, 1678) fue un pintor barroco español, formado en el naturalismo tenebrista y el color veneciano. Se mostró especialmente apto para captar con objetividad las cualidades pictóricas de los objetos y naturalezas muertas, tratadas en forma independiente, como bodegones o vanitas, o incorporadas a los cuadros de composición, principalmente de asunto religioso, que forman el grueso de su producción.

## Biografía
Hijo de un modesto pintor de su mismo nombre, al quedar huérfano, con once años, y mostrar inclinación a la pintura, según Antonio Palomino, fue llevado por un tío a Madrid, probablemente Andrés Carreño, tío de Juan Carreño de Miranda y testamentario del padre del pintor. En Madrid se educó en el taller de Pedro de las Cuevas, celebrado como maestro de pintores, pudiendo tener por compañeros al citado Carreño de Miranda, Francisco Camilo y Jusepe Leonardo entre otros. Protegido por el oidor del Consejo Real Francisco de Tejada, en cuya casa pudo copiar obras de buenos pintores, y luego por el noble romano Giovanni Battista Crescenzi, propietario de una gran colección de pintura, quien lo tuteló y terminó de formarlo, acercándolo al naturalismo y al gusto por la pintura veneciana tan presentes en su obra. Para Crescenzi pintó la primera obra mencionada por Palomino, con la que comenzó a ganar opinión y «despertó muchas envidias», una Inmaculada Concepción que fue enviada a un hermano de su protector, cardenal en Roma.
La protección de Crescenzi le abrió las puertas de palacio, encargándosele ya en 1634 uno de los lienzos de batallas para el Salón de Reinos del Palacio del Buen Retiro, El socorro de Génova por el II marqués de Santa Cruz, obra monumental y retórica en la que muestra el influjo de Vicente Carducho. Un año después, 1635, contrajo matrimonio y entregó el Agila con destino a la incompleta serie de los reyes godos encargada a distintos pintores para el mismo palacio. Pero la muerte de su protector ese mismo año, rival del Conde Duque de Olivares, le cerró las puertas de la Corte, orientando desde entonces su producción hacia la pintura religiosa y la clientela eclesiástica.
No debió de tardar en alcanzar fama en este género pues pronto le iban a llegar importantes encargos tanto de dentro como de fuera de Madrid, como el gran lienzo de Los Desposorios de la Virgen contratado en 1639 para los capuchinos del Campo Grande de Valladolid, actualmente en la iglesia de San Sulpicio de París, una de sus obras de mayor empeño, o el retablo de Santa Teresa para las carmelitas descalzas de Toledo (1640). Pereda, con todo, se desenvolverá mejor en obras de menor formato y composición sencilla, con sólo una figura o un número reducido de ellas, en las que logrará transmitir una intensa emoción gracias a su sentido sensual del color y la objetividad minuciosa de su técnica, casi flamenca, atenta a las calidades de la materia. Algunas obras de esta década conservadas en el Museo Nacional del Prado (Cristo Varón de Dolores, 1641, San Jerónimo penitente, La liberación de San Pedro, 1643) así lo demuestran.

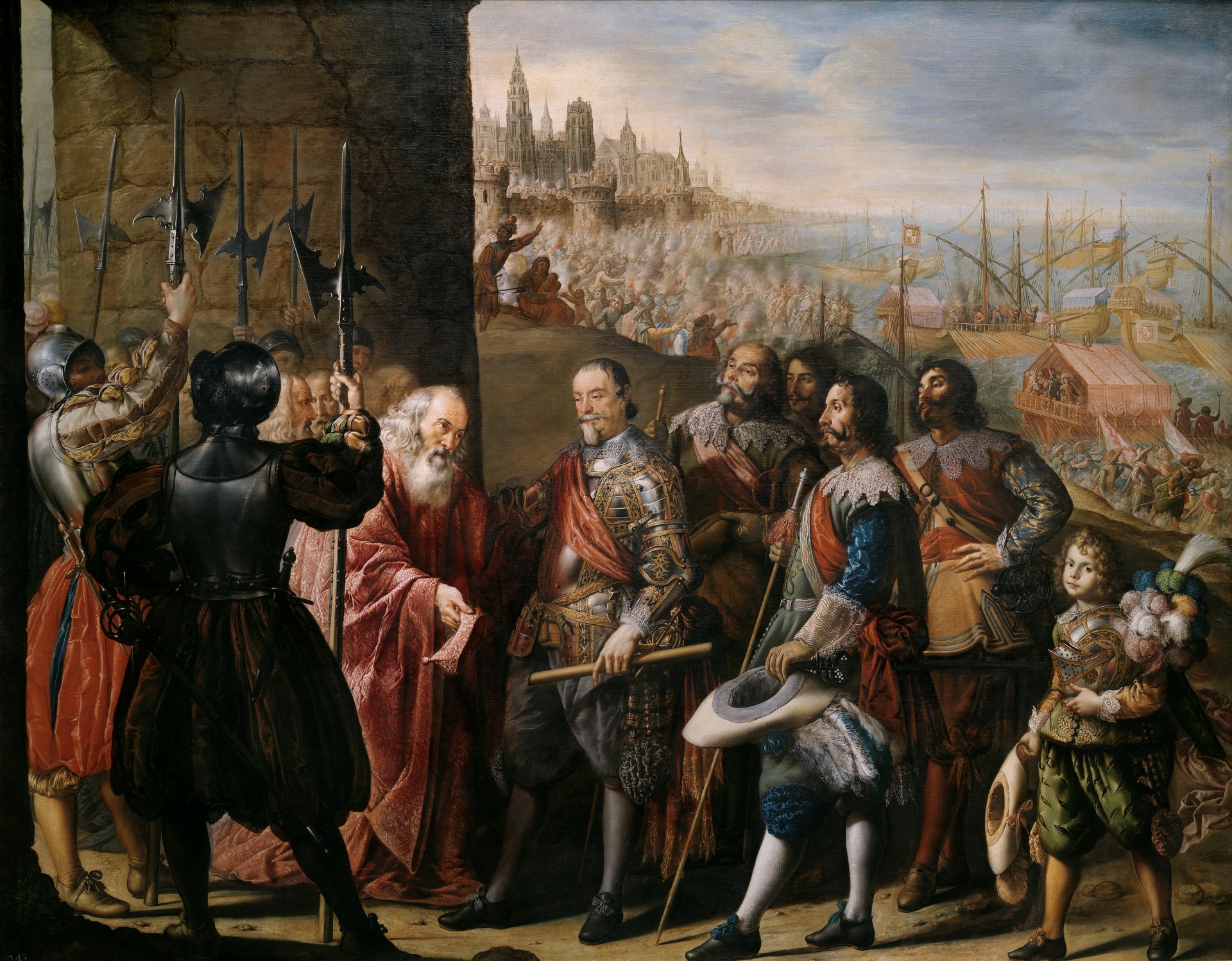
El socorro de Génova por el II marqués de Santa Cruz, 1634. Madrid, Museo del Prado, óleo sobre lienzo (290 x 370 cm.). Pintado para la serie de batallas del Salón de Reinos en el nuevo palacio del Buen Retiro.

Son estas cualidades las que le permitirán destacar también como un excelente pintor de bodegones (Museu Nacional de Arte Antiga de Lisboa, Museo del Ermitage, San Petersburgo, Museo Pushkin, Moscú y Ateneum de Helsinki, firmados todos en la década de 1650), así como de la variante del género que constituyen las vanitas. Palomino menciona en este orden un lienzo del Desengaño de la Vida propiedad del Almirante de Castilla, del que otra versión semejante se encontraba en poder de los herederos del pintor. Aunque la descripción de Palomino, «unas calaveras con otros despojos de la muerte», podría referirse a una Vanitas carente de aparato, como la tardía del Museo de Zaragoza, también podría convenir a la célebre Vanitas del Kunsthistorisches Museum de Viena, presidida por un ángel que muestra, entre calaveras y despojos de la vanidad, un camafeo con el retrato de Carlos V sobre la esfera del mundo que llegó a dominar. Por el tipo humano del ángel esta Vanitas de Viena podría corresponder a una fecha cercana a 1635. Una versión semejante en su concepción, pero de factura más deshecha, correspondiendo a una fecha mucho más tardía, se encuentra en los Uffizi de Florencia. Obra cercana al género, también en la descripción de Palomino, es el Niño Jesús de la calaveras de la parroquia de las Maravillas y Santos Justo y Pastor de Madrid, «con un pedazo de gloria, y abajo unas calaveras, y varios instrumentos de la Pasión, hecho con tan extremado gusto, y paciencia, que es a todo lo que puede llegar lo definido».
Hacia 1650 Pereda se encontraba en el punto culminante de su carrera, no faltándole los grandes encargos: Profesión de la infanta Margarita, monumental exvoto destinado a conmemorar el ingreso en el convento de la Encarnación de Madrid de la hija natural de Felipe IV, pinturas para el retablo mayor de la parroquial de Pinto y para la iglesia del Carmen Calzado de Madrid, conservadas todas ellas en sus mismos lugares. Firmó también en este momento algunas de sus obras más estimadas, como el Salvador del convento de las Capuchinas de Madrid, actualmente expuesto en la capilla del Cristo en San Ginés, obra de rico color veneciano de la que Palomino escribió que está hecha «con tan extremada belleza, que parece no pudo tener otra fisonomía Cristo Señor nuestro, por ser tanta su perfección que arrebata los corazones; de suerte que por sólo esta imagen merece su autor nombre inmortal». Con el Santo Domingo en Soriano (1655, Museo Cerralbo), pintado para el marqués de Lapilla, obtuvo para su hijo Joaquín una plaza de ujier de cámara en palacio. Obra importante por cuanto muestra, en su amplitud espacial y en la dinámica composición del lienzo que preside la fingida arquitectura gótica en que tiene lugar la escena, el intento de acercarse a las corrientes más avanzadas del barroco, tal como se encuentra también en la Curación de Tobías (Bowes Museum, Barnard Castle), ordenada en profundidad y con un nuevo sentido de la luz.

Naturaleza muerta con vegetales y enseres de cocina (1651), de Antonio de Pereda. Museo Nacional Arte Antiga de Lisboa.

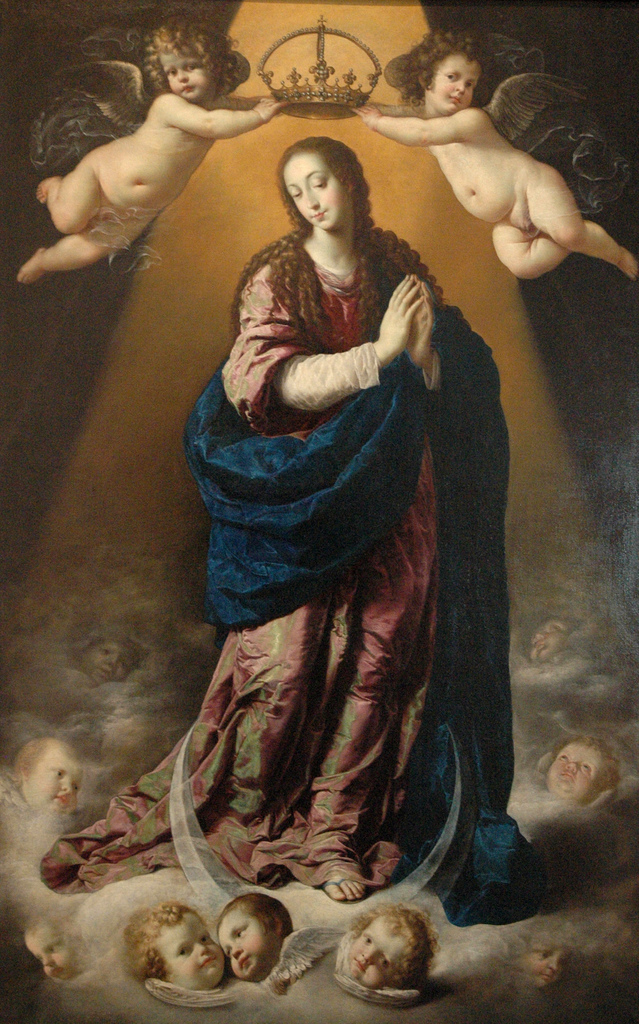
La Inmaculada Concepción, Museo de Bellas Artes de Lyon.

Con sesenta y dos años, en 1673, enviudó, concertando inmediatamente nuevo casamiento con una dama también viuda, doña Mariana Pérez de Bustamante, que «preciábase de muy gran señora (y lo era) y visitábase con algunas de clase y que tenían dueña en la antesala», según cuenta Palomino, quien añade que Pereda, para no privarle de la dueña, le pintó una en la antesala que a algunos engañaba, pareciéndoles real. Pero también Pereda tenía ínfulas nobiliarias, acostumbrando a firmar con el título de «don», por su madre, doña María Salgado, nacida en Flandes e hija de un maestre de campo. No obstante, y siempre según Palomino, no sabía ni escribir ni leer, «cosa indigna y más en hombre de esta clase», por lo que para firmar los discípulos le escribían la firma en un papel y él la copiaba, además de leerle los libros de su abundante biblioteca. 
Cierto declive, natural, se observa en sus últimas obras, en las que empleará una técnica deshilachada, tratando de adaptarse trabajosamente a las nuevas tendencias con pérdida de la energía que insuflaba a sus obras de etapa juvenil. La última obra fechada que se conserva, el San Guillermo de Aquitania de la Academia de San Fernando (1672), es todavía, sin embargo, una obra maestra, de sensibilidad íntima e intensa, capaz de transmitir aún la realidad de los objetos (calavera, armadura, libro) de una forma precisa, casi con la minuciosidad de sus primeras obras, a pesar de emplear una materia pictórica más ligera.
Difícil de situar en la evolución de su arte es El sueño del caballero de la Real Academia de Bellas Artes de San Fernando, quizá la más conocida de sus pinturas. Un joven caballero, lujosamente vestido, se duerme apoyado en el brazo del sillón. A su lado hay una mesa con "atributos de poder, de ciencia, de placer o lujo; en el centro, dos admonitorias y mondas calaveras". Entre ellas, un reloj dorado que recuerda el paso inexorable del tiempo. Y, detrás, un ángel con la leyenda Aeterne pungit, cito volat et occidit, que significa Hiere eternamente, vuela veloz y mata. Su intención es moralizadora. 
Se trata de una obra afín a la sensibilidad de Pereda, tal como se muestra en las Vanitas citadas de Viena y Florencia. Sin embargo, los tipos humanos, distintos de los empleados habitualmente por el pintor, y la técnica fluida, en algunos aspectos velazqueña, ha llevado recientemente a Alfonso Pérez Sánchez a proponer su atribución a Francisco Palacios, pintor vinculado a Velázquez y conocido casi exclusivamente por sus bodegones.

## Obra

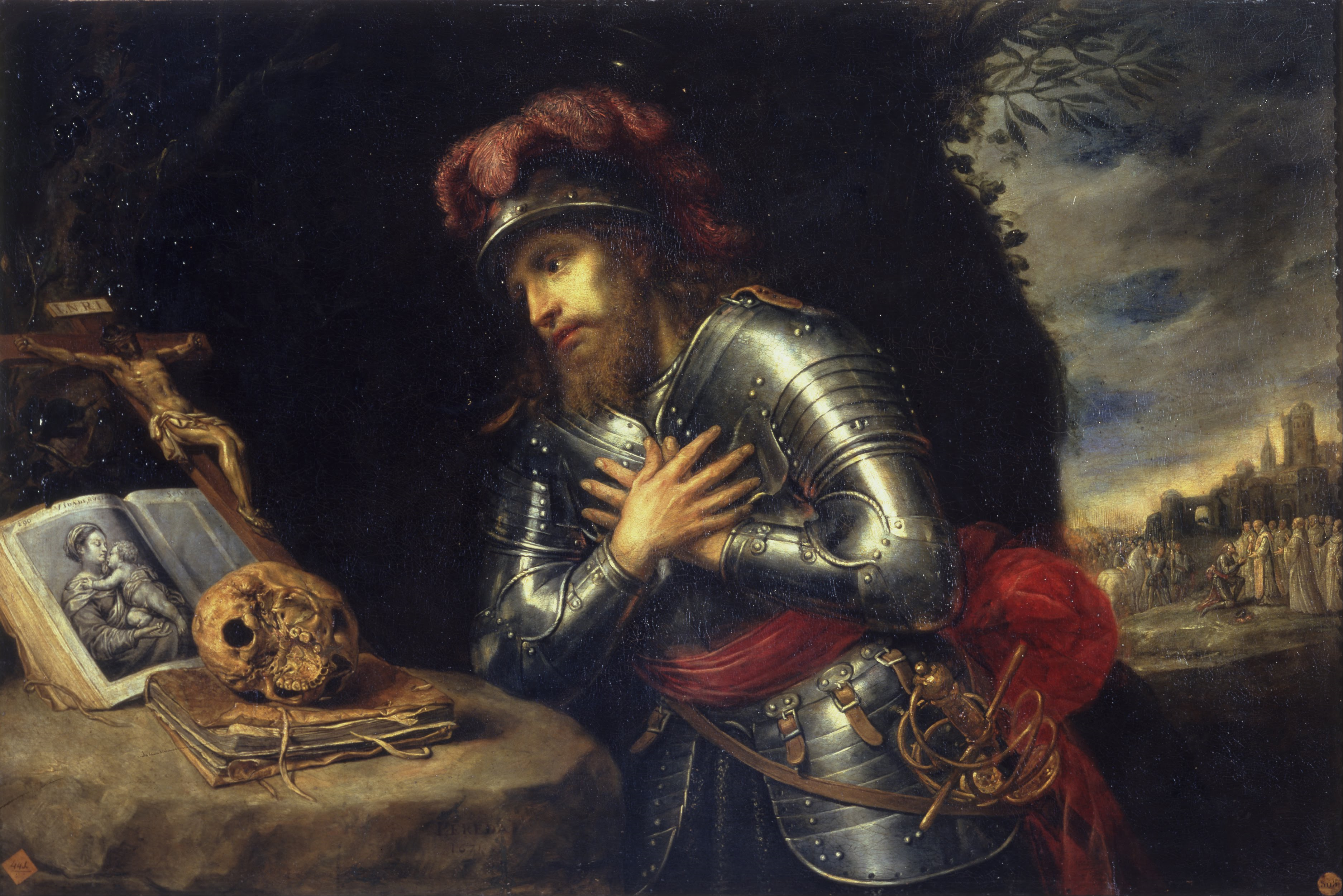
San Guillermo de Aquitania, Madrid, Real Academia de Bellas Artes de San Fernando.

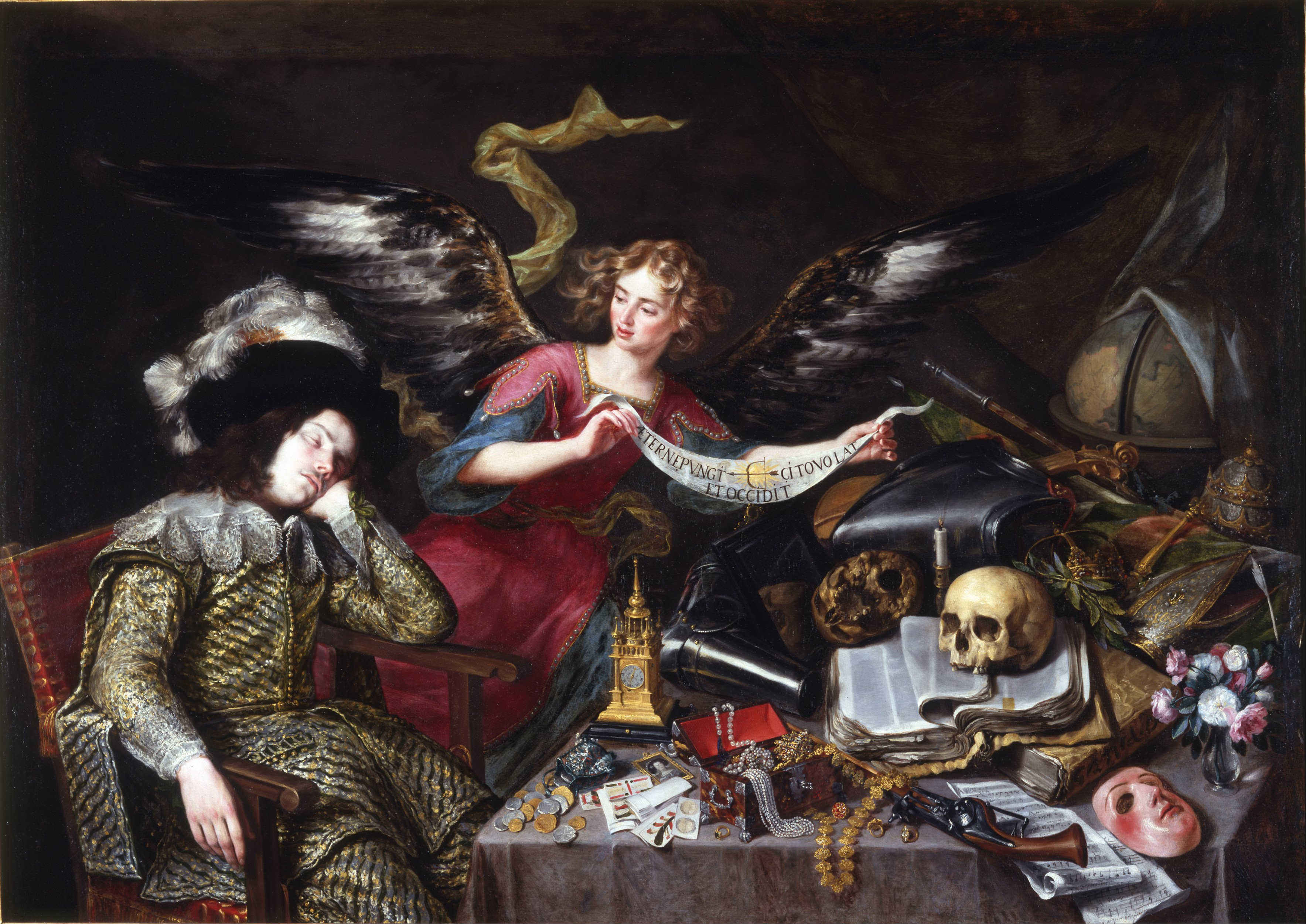
El sueño del caballero, óleo sobre lienzo, 152 x 217 cm. Madrid, Real Academia de Bellas Artes de San Fernando. La tradicional atribución de la obra a Pereda fue cuestionada por Martín S. Soria, que la tuvo por obra de Carreño, opinión rechazada por Angulo Íñiguez y Pérez Sánchez, que admitían sin embargo la dificultad para encajar cronológicamente la obra en la evolución estilística de Pereda y advertían que el ángel «se despega de todo cuanto conocemos del pintor», para finalmente ser relacionada por el propio Pérez Sánchez con el poco conocido Francisco Palacios atendiendo a la factura suelta de la pincelada, incompatible con el modo de hacer de Antonio de Pereda.

Tras una primera aproximación a la catalogación de las obras de Pereda en la exposición dedicada al pintor con motivo del tercer centenario de su fallecimiento, Diego Angulo Íñiguez y Alfonso E. Pérez Sánchez publicaron el que es, por ahora, definitivo catálogo de su obra completa en el volumen de la Historia de la pintura española del Instituto Diego Velázquez del CSIC correspondiente a la Escuela madrileña del segundo tercio del siglo XVII, con 170 entradas descontadas obras documentadas y destruidas o no localizadas. Entre ellas las siguientes:
- El socorro de Génova por el II marqués de Santa Cruz, 1634, pintado para el Salón de Reinos del Buen Retiro, actualmente en el Museo del Prado.[6]
- El rey godo Agila, 1635, pintado para la serie de reyes godos del Palacio del Buen Retiro, Museo del Prado, depositado en el Museo Diocesano de Lérida.[7]
- Desengaño de la vida, pintado antes del Socorro de Génova según Lázaro Díaz del Valle y citado luego por Antonio Palomino en la colección del almirante de Castilla como «cosa insigne», se podría identificar mejor que con el Sueño del caballero de la Academia de San Fernando con la Vanitas del Kunsthistorisches Museum de Viena, obra temprana como manifiesta la minuciosa descripción de los objetos al modo flamenco y similar al que se encuentra en las armaduras del Socorro a Génova, pero muy alejado del modo más libre y velazqueño del Sueño del caballero.[8]
- Inmaculada. Juan Bautista Crescenzi, su protector, envió a Roma una Inmaculada pintada cuando solo tenía 18 años, es decir, hacia 1629, que, sin embargo, con otras obras de las mismas fechas, «parecían de artífice muy experto».[9] Esta primera aproximación a un tema tan frecuente en la pintura española no ha podido ser identificada, pero fue abordado por el pintor en otras varias ocasiones: Prado, 1636 (en depósito en la iglesia de San Jerónimo el Real);[10] Museo de Arte de Ponce, Puerto Rico, 1654; iglesia del Hospital de la Orden Tercera (Madrid), 1657, museos de Lyon y Budapest y otras.[11]
- Los desposorios de la Virgen con San José, 1640, París, iglesia de San Sulpicio, pintado para el retablo mayor del convento de capuchinos de Valladolid, donde lo cita Antonio Palomino y luego Ponz, Ceán Bermúdez y Bosarte.[12]
- Cristo, Varón de dolores, 1641, Prado. De medio cuerpo, abrazado a la cruz.[13]
- San Jerónimo, 1643, cercano en inspiración nórdica al San Pedro liberado por un ángel, de la misma fecha y ambos propiedad del Museo del Prado, debió de ser obra muy popular pues se conocen buen número de copias.[14]
- Niño Jesús triunfante de la Muerte y el Pecado (Niño Jesús de las calaveras), iglesia de los Santos Justo y Pastor (Madrid), 1644. De la firma solo se conserva el nombre pero Elías Tormo en Las iglesias del antiguo Madrid lo dice fechado en 1644, localizándolo en la sacristía de la iglesia y apostillando que no se trata de la versión más famosa de ese asunto pintada por Pereda.[15] La más famosa sería la conservada en la iglesia parroquial de Saint Bénigne en Arc-et-Senans, procedente de la iglesia de las Carmelitas de Toledo, de donde salió durante la guerra de la Independencia española con el equipaje del mariscal Soult.[16]
- Profesión de la infanta sor Ana Margarita ante san Agustín y la Virgen en gloria, 1650, Madrid, Real Monasterio de la Encarnación.[16]
- Cristo crucificado, 1652, Madrid, Colegio de San Ildefonso.[17]
- Curación de Tobías, 1652, Barnard Castle, Bowes Museum.[18]
- San José con el Niño y san Juan, 1654, Madrid, Palacio Real. Lienzo de altar, por sus dimensiones, posiblemente del colegio de las Niñas de Loreto, perteneció al marqués de Salamanca a quien se lo compró la reina Isabel II. Otro lienzo de asunto semejante y fechado un año más tarde, sin san Juan, en Dallas, Meadows Museum.[19]
- El Salvador, 1655, pintado para el convento de Capuchinas Descalzas de Madrid —para el que también pintó una Anunciación y una Adoración de los Magos— actualmente en la Capilla del Cristo en la iglesia de San Ginés de Madrid. De él escribió Palomino que «está con tan extremada belleza que parece no pudo tener otra fisonomía Cristo Seños nuestro [...] de suerte que por solo esta imagen merece su autor nombre inmortal».[20]
- Santo Domingo en Soriano, 1655. Lienzo central del retablo de la capilla funeraria de Fernando Ruiz de Contreras, marqués de la Lapilla, en el Colegio de Santo Tomás de Madrid, considerado una de las obras maestras del pintor y alabado ya por Lázaro Díaz del Valle y Antonio Palomino, por el que Pereda recibió la elevada suma de 2 000 ducados y una plaza de ujier en palacio para su hijo Joaquín. Madrid, Museo Cerralbo.[21]
- Elías y los profetas de Baal y Eliseo maldice a los muchachos de Betel, 1659, pintados para el presbiterio de la iglesia del Carmen de Madrid donde aún se conservan junto con un lienzo de la Santísima Trinidad en el ático del retablo mayor de la misma iglesia.[22]
- San Francisco de Asís en la Porciúncula, 1664, «recortado y maltratado».[23] Madrid, iglesia de San Jerónimo el Real, en depósito del Museo del Prado.[24]
- San Ángelo, 1667, Madrid, Museo del Prado.[25]
- San Jerónimo y la visión del Juicio Final, motivo repetido en la producción de Pereda del que se citan en inventarios y otras fuentes antiguas un número importante de versiones, de las se conservan un ejemplar en el Museo del Prado fechado en 1643,[26] y dos colecciones particulares.[27]
- San Guillermo de Aquitania, 1671, Madrid, Museo de la Real Academia de Bellas Artes de San Fernando.[28]
- Dos bodegones firmados se conservan en el Museo Nacional de Arte Antiguo de Lisboa: Bodegón de frutas y Bodegón de cocina, ambos fechados en 1651. En Helsinki, Bodegón de legumbres, 1651; en Moscú, Museo Pushkin, Bodegón del reloj, 1652, y en el Museo del Ermitage, Bodegón con papelera de ébano; además de numerosas atribuciones.[29]
- Varias Vanitas (Uffizi, Florencia, donde estuvo atribuido a Valdés Leal, y Museo de Bellas Artes de Zaragoza).
- El sueño del caballero, Museo de la Real Academia de Bellas Artes de San Fernando, atribución discutida.